# Volta a Espanya de 1950
La Volta a Espanya de 1950 fou la 9a edició de la Volta a Espanya i es disputà entre el 17 d'agost al 10 de setembre de 1950, amb un recorregut de 3.984 km dividits en 22 etapes, tres d'elles dividida en dos sectors. L'inici i final de la cursa fou a Madrid. 42 corredors van prendre la sortida, 34 espanyols, 5 belgues i 3 italians, i 26 finalitzaren la cursa.
Aquesta fou la darrera edició organitzada pel diari Ya i obrí un període de crisi en la cursa que provocà que no es disputés durant les cinc següents temporades. N'agafà el relleu el El Correo Español-El Pueblo Vasco
El vencedor final fou l'espanyol Emilio Rodríguez, que s'imposà per més d'un quart d'hora al seu germà Manuel. Emilio també guanyà la classificació de la muntanya i cinc de les etapes. Josep Serra completà el podi.

## Etapes
| Etapa | Dia            | Recorregut                       | Km       | Guanyador               | Líder                   |
| ----- | -------------- | -------------------------------- | -------- | ----------------------- | ----------------------- |
| 1a    | 17 d'agost     | Madrid - Valladolid              | 190      | Omer Braeckeveldt (BEL) | Omer Braeckeveldt (BEL) |
| 2a    | 18 d'agost     | Valladolid - Lleó                | 133      | Rik Evens (BEL)         | Omer Braeckeveldt (BEL) |
| 3a    | 19 d'agost     | Lleó - Gijón                     | 148      | Emilio Rodríguez (ESP)  | Omer Braeckeveldt (BEL) |
| 4aA   | 20 d'agost     | Gijón - Santander                | 167      | Agustí Miró (ESP)       | Omer Braeckeveldt (BEL) |
| 4aB   | 20 d'agost     | Santander - Torrelavega          | 78       | Emilio Rodríguez (ESP)  | Emilio Rodríguez (ESP)  |
| 5a    | 21 d'agost     | Torrelavega - Bilbao             | 177      | Antoni Gelabert (ESP)   | Emilio Rodríguez (ESP)  |
| 6a    | 22 d'agost     | Bilbao - Irun                    | 240      | Emilio Rodríguez (ESP)  | Emilio Rodríguez (ESP)  |
| 7a    | 24 d'agost     | Irun - Pamplona                  | 109      | Emilio Rodríguez (ESP)  | Emilio Rodríguez (ESP)  |
| 8aA   | 25 d'agost     | Pamplona - Tudela                | 90 (CLM) | Bernat Capó (ESP)       | Emilio Rodríguez (ESP)  |
| 8aB   | 25 d'agost     | Tudela - Saragossa               | 176      | Bernardo Ruiz (ESP)     | Emilio Rodríguez (ESP)  |
| 9     | 26 d'agost     | Saragossa - Lleida               | 144      | Umberto Drei            | Emilio Rodríguez (ESP)  |
| 10    | 27 d'agost     | Lleida - Barcelona               | 167      | Josep Serra (ESP)       | Emilio Rodríguez (ESP)  |
| 11a   | 29 d'agost     | Barcelona - Tarragona            | 150      | Rik Evens (BEL)         | Emilio Rodríguez (ESP)  |
| 12a   | 30 d'agost     | Tarragona - Castelló de la Plana | 194      | Senén Mesa (ESP)        | Emilio Rodríguez (ESP)  |
| 13a   | 31 d'agost     | Castelló de la Plana - València  | 65 (CLM) | Antonio Sánchez (ESP)   | Emilio Rodríguez (ESP)  |
| 14a   | 1 de setembre  | València - Múrcia                | 265      | Umberto Drei (ITA)      | Emilio Rodríguez (ESP)  |
| 15a   | 2 de setembre  | Múrcia - Llorca                  | 117      | Umberto Drei (ITA)      | Emilio Rodríguez (ESP)  |
| 16a   | 3 de setembre  | Llorca - Granada                 | 222      | Alighiero Ridolfi       | Emilio Rodríguez (ESP)  |
| 17a   | 4 de setembre  | Granada - Màlaga                 | 183      | Umberto Drei (ITA)      | Emilio Rodríguez (ESP)  |
| 18a   | 6 de setembre  | Màlaga - Cadis                   | 268      | Antoni Gelabert (ESP)   | Emilio Rodríguez (ESP)  |
| 19a   | 7 de setembre  | Cadis - Jerez de la Frontera     | 56 (CLM) | Andreu Trobat (ESP)     | Emilio Rodríguez (ESP)  |
| 19aB  | 7 de setembre  | Jerez de la Frontera - Sevilla   | 100      | Josep Serra (ESP)       | Emilio Rodríguez (ESP)  |
| 20a   | 8 de setembre  | Sevilla - Mèrida                 | 200      | Victorio García (ESP)   | Emilio Rodríguez (ESP)  |
| 21a   | 9 de setembre  | Mèrida - Talavera de la Reina    | 228      | Bernat Capó (ESP)       | Emilio Rodríguez (ESP)  |
| 22a   | 10 de setembre | Talavera de la Reina - Madrid    | 117      | Emilio Rodríguez (ESP)  | Emilio Rodríguez (ESP)  |

## Classificacions finals

### Classificació general
| Classificació General | Classificació General   | Classificació General | Classificació General |
| Pos.                  | Ciclista                | Equip                 | Temps                 |
| --------------------- | ----------------------- | --------------------- | --------------------- |
| 1                     | Emilio Rodríguez (ESP)  |                       | 134h 49' 19"          |
| 2                     | Manuel Rodríguez (ESP)  |                       | + 15' 30"             |
| 3                     | Josep Serra (ESP)       |                       | + 16' 05"             |
| 4                     | Bernardo Ruiz (ESP)     |                       | + 19' 16"             |
| 5                     | Umberto Drei (ITA)      |                       | + 25' 23"             |
| 6                     | Manuel Costa (ESP)      |                       | + 31' 44"             |
| 7                     | Bernat Capó (ESP)       |                       | + 36' 29"             |
| 8                     | Alighiero Ridolfi (ITA) |                       | + 36' 29"             |
| 9                     | Antoni Gelabert (ESP)   |                       | + 46' 38"             |
| 10                    | Jesús Loroño (ESP)      |                       | + 47' 03"             |

### Classificació de la muntanya
|   | Ciclista               | Equip | Punts |
| - | ---------------------- | ----- | ----- |
| 1 | Emilio Rodríguez (ESP) |       | 40    |
| 2 | Josep Serra (ESP)      |       | 30    |
| 3 | Jesús Loroño (ESP)     |       | 17    |